# Ulrich Reuling
Ulrich Reuling (* 22. Juli 1942 in Stuttgart; † 15. Oktober 2000 in Marburg) war ein deutscher Historiker und Leichtathlet. Er war Weltmeister im Diskuswurf.

## Familie und Jugend
Ulrich Reuling war eines von drei Kindern des Juristen Robert Reuling und von Susanne Opitz, verheiratete Reuling, und war evangelisch. Er blieb ledig. Von 1949 bis 1953 besuchte er die Grundschule in Hannover und 1953–1963 das dortige Kaiser-Wilhelm-Gymnasium, wo er das Abitur ablegte.

## Ausbildung
Von 1963 bis 1965 studierte er an der Johannes Gutenberg-Universität in Mainz Geschichte, Politik, Philosophie und Sport (damals noch: „Leibeserziehung“),
1966–1969 setzte er das Studium mit den gleichen Fächern an der Philipps-Universität in Marburg fort und schloss es mit dem ersten Staatsexamen für das Lehramt an Gymnasien ab. Angeregt von den Professoren Walter Schlesinger und Helmut Beumann entwickelte er besonderes Interesse an mittelalterlicher Geschichte.
1977 promovierte er mit einer Arbeit über Die Kur in Deutschland und Frankreich. Untersuchungen zur Entwicklung des rechtsförmlichen Wahlaktes bei der Königserhebung im 11. und 12. Jahrhundert, eine Untersuchung zur Bedeutung der Stimmabgabe bei den Königserhebungen in dieser Zeit.

## Tätigkeiten

### Berufliche Tätigkeit
1969–1971 war er sowohl als wissenschaftliche Hilfskraft an der Universität Marburg als auch nebenamtlich als Lehrer für Sport an der Gesamtschule Kirchhain tätig. Ab 1971/72 war er Hochschulassistent bei Helmut Beumann, anschließend wissenschaftlicher Angestellter am Hessischen Landesamt für geschichtliche Landeskunde, wo er 1979 akademischer Rat, 1997 akademischer Oberrat wurde. Er übernahm Untersuchungen für den „Geschichtlichen Atlas von Hessen“, dessen Herausgabe zu den zentralen Aufgaben des Amtes gehört. In der Folge bearbeitete er das „Historische Ortslexikon“ des Landes Hessen. Die Bände für die Altkreise Marburg, Biedenkopf und Ziegenhain hat er während seiner Tätigkeit selbst publiziert. Seine Arbeiten an einem weiteren Band über den Altkreis Gießen, die er bereits weit vorangetrieben hatte, wurden nach seinem Tod in das online zur Verfügung stehende Hessische Ortslexikon übernommen.

### Forschung
Schwerpunkte seines wissenschaftlichen Interesses waren weiter Fragen der mittelalterlichen Königserhebungen. Hinzu kamen landesgeschichtliche Arbeiten über Pfalzen, Burgen und Städte, besonders intensiv widmete er sich Quedlinburg. Gelegentlich führten seine Studien bis weit in die Neuzeit, etwa seine Untersuchung über Die kurhessische Agrarlandschaft an der Schwelle zur Moderne oder Althessen – Neuhessen – Großhessen. Der Hessenbegriff im Spannungsfeld von Wissenschaft und Politik im 19. und 20. Jahrhundert. Sein letztes vollendetes Projekt war das Sammelwerk Fünfzig Jahre Landesgeschichtsforschung in Hessen, dessen Entstehen und Zustandekommen auf seiner Initiative beruhte und das als 50. Band des Hessischen Jahrbuchs für Landesgeschichte erschien. Der Band gibt einen Überblick über die hessische Landesgeschichtsforschung nach dem Zweiten Weltkrieg.

### Nebenamtliche Tätigkeiten
Seit 1981 war Ulrich Reuling Mitglied des Denkmalbeirates der Stadt Marburg, von 1990 bis 1997 dessen Vorsitzender. Darüber hinaus war er seit 1986 als Vertreter des Hessischen Landesamts für geschichtliche Landeskunde Mitglied des Hessischen Landesdenkmalrates, einem Beratungsgremium für das Hessische Ministerium für Wissenschaft und Kunst, und wurde 1995 zu dessen Vorsitzendem gewählt, ein Amt, das er bis zu seinem Tod innehatte. Für seinen Einsatz zugunsten von Denkmalschutz und Denkmalpflege in Hessen erhielt Ulrich Reuling noch kurz vor seinem Tod die Goethe-Plakette des Hessischen Ministeriums für Wissenschaft und Kunst durch dessen damalige Ministerin, Ruth Wagner, verliehen.
Seit 1988 oblag Ulrich Reuling die Schriftleitung des Hessischen Jahrbuchs für Landesgeschichte, das vom Hessischen Landesamt für geschichtliche Landeskunde herausgegeben wird. Die Herausgabe von 13 Bänden lag in seiner Verantwortung. 1988–2000 war er – mehrfach wiedergewählt – zugleich Personalrat des Landesamtes.
Ab 1992 nahm er Lehraufträge am Fachbereich Geschichte und Kulturwissenschaften der Universität Marburg wahr.

### Mitgliedschaften
- Historische Kommission für Hessen (Marburg) (seit 1984)
- Hessische Historische Kommission Darmstadt (seit 1990)
- Hessische Akademie der Forschung und Planung im ländlichen Raum (seit 1993)
- Deutsche Akademie für Landeskunde (seit 1996)
- Arbeitskreis für genetische Siedlungsforschung in Mitteleuropa

## Sport
Ulrich Reuling war im Bereich der Leichtathletik in Marburg, im Kreis Marburg-Biedenkopf, im Bezirk Gießen-Wetzlar und im Seniorenwettkampfbereich in Hessen und weit darüber hinaus als Diskuswerfer sehr erfolgreich. Er startete für den Verein Blau-Gelb Marburg und wurde
- 1983 Weltmeister in San Juan, Puerto Rico,
- 3-mal Vizeweltmeister (1989 in Eugene, USA, 1991 in Turku, Finnland und zuletzt 1999 in Gateshead, Großbritannien),
- 1988 Europameister in Verona,
- 1996 Vizeeuropameister in Malmö, Schweden,
- 2-mal Deutscher Meister (1980 und 1998) und schon 1961 Deutscher Jugendmeister im Rasenkraftsport[10],
- 6-mal Deutscher Vizemeister (1981, 1983, 1985, 1988, 1993, 1995), 3-mal belegte er den dritten Platz, und
- 19-mal Hessenmeister, zuletzt am 4. Juni 2000, nur wenige Monate vor seinem Tod.

## Schriften
nach Erscheinungsjahr geordnet
- Historisches Ortslexikon Marburg: ehemaliger Landkreis und kreisfreie Stadt. Marburg 1979.
- Grabmal der sel. Gertrud. In: Philipps-Universität Marburg und Hessisches Landesamt für geschichtliche Landeskunde (Hg.): Sankt Elisabeth, Fürstin, Dienerin, Heilige. Aufsätze, Dokumentation, Katalog. Ausstellung zum 750. Todestag der Heiligen Elisabeth, Marburg, Landgrafenschloss und Elisabethkirche, 19. November 1981 – 6. Januar 1982. Thorbecke, Sigmaringen 1981, S. 375–377.
- Der hessische Raum als „Geschichtslandschaft“. Die Entwicklung der historischen Raumvorstellungen im Spiegel der hessischen Atlasunternehmen. In: Hessisches Jahrbuch für Landesgeschichte 34 (1984), S. 163–192.
- Historisches Ortslexikon Biedenkopf: ehemaliger Landkreis. Marburg 1986.
- Burg Weißenstein in landesgeschichtlicher Sicht. In: Hessisches Jahrbuch für Landesgeschichte 39 (1989), S. 409–422.
- Historisches Ortslexikon Ziegenhain: ehemaliger Landkreis. Marburg 1991.
- Reichsreform und Landesgeschichte. Thüringen und Hessen in der Länderneugliederungsdiskussion der Weimarer Republik. In: Michael Gockel (Hrsg.): Aspekte thüringisch-hessischer Geschichte. Hessisches Landesamt für Geschichtliche Landeskunde, Marburg 1992, S. 257–308.
- Althessen, Neuhessen, Großhessen. Der Hessen-Begriff im Spannungsfeld von Wissenschaft und Politik im 19. und 20. Jahrhundert. In: Fünfzig Jahre Land Hessen. Vortragsveranstaltung am 9. November 1995 in Kaufungen. Hessische Akademie der Forschung und Planung im Ländlichen Raum, Bad Karlshafen 1995, S. 13–41.
- Zwischen politischem Engagement und wissenschaftlicher Herausforderung. Der Beitrag der Landesgeschichte zur Reichsreformdebatte der Weimarer Republik im regionalen Vergleich. In: Westfälische Forschungen 46 (1996), S. 275–315.
- Von der „Atlaswerkstatt“ zur Landesbehörde. Das Hessische Landesamt für geschichtliche Landeskunde in Marburg in seiner institutionellen und forschungsgeschichtlichen Entwicklung unter Edmund E. Stengel und Theodor Mayer. In: Walter Heinemeyer (Hrsg.): Hundert Jahre Historische Kommission für Hessen. Teil 2, Marburg 1997, S. 1169–1203.
- „Acht 800er“ – Frielendorf feiert ein ungewöhnliches Jubiläum. In: Jahrbuch für den Schwalm-Eder-Kreis, 1997, S. 142–149.
- Die kurhessische Siedlungs- und Agrarlandschaft an der Schwelle zur Moderne. Beiträge zu einer Strukturanalyse auf der Grundlage zeitgenössischer Ortsbeschreibungen. Mit Anhang: Fragen zum Zwecke von Ortsbeschreibungen. In: Siedlungsforschung 17 (1999), S. 117–142.
- Mächtige Gegner. Landgrafen und Mainzer Erzbischöfe. Einblicke in die ältere Territorialgeschichte des Raumes. In: Eingekreist – Land und Leute in Marburg-Biedenkopf. Wetzlar 2000, S. 36–40.
- Mittelalterforschung und Landesgeschichte auf neuen Wegen. Der Historiker E. Stengel als Wissenschaftler und Wissenschaftsorganisator in den zwanziger Jahren. In: Die Philipps-Universität Marburg zwischen Kaiserreich und Nationalsozialismus. Hrsg. vom Verein für Hessische Geschichte und Landeskunde e. V., Kassel 2006, S. 143–164.